# Chapelle Sainte-Croix de Josselin
La chapelle Sainte-Croix est située  rue de la Chapelle à Josselin (Morbihan) dans le Morbihan en France.

## Historique
La chapelle Sainte-Croix est le dernier vestige d’un prieuré fondé dans les années 1050-1060 par Josselin de Porhoët, fils de Guthenoc de Porhoët, fondateur du château et de la ville, qui l’offrit aux moines de Saint-Sauveur de Redon. Elle était placée sous la protection des saints martyrs Corneille et Cyprien. C’était alors un édifice rectangulaire, correspondant à la nef actuelle.
En 1092, Anne de Léon, vicomtesse de Porhoët y est inhumée en présence trois évêques, de cinq abbés et de nombreux nobles. Son époux, Eudon  Ier de Porhoët, fait à l’occasion de nouveaux dons au prieuré.
Au XIVe siècle, les moines quittèrent Sainte-Croix et furent remplacés par un vicaire.
Du XVe siècle à la Révolution, elle devient l’’église de la paroisse de Sainte-Croix.
La façade ouest et la base de la tour sont édifiés au XVIe siècle.
Au XVIIIe siècle, on construit la chapelle nord et on somme la tour d’une flèche polygonale en charpente. 
La chapelle Sainte-Croix fait l’objet d’une inscription au titre des monuments historiques le 9 septembre 1975.

## Description
La chapelle est construite en pierre de schiste recouverte d'enduit.
Elle se compose d’une nef unique du XIe siècle, couverte d’une charpente à entraits du XVIe siècle et s’achevant sur un chevet plat. A l’extérieur, elle est flanquée de contreforts peu saillants. Elle a conservé de l’époque romane des petites fenêtres de plein cintre ébrasées vers l’intérieur. D’autres fenêtres plus larges ont été percées à l’époque gothique. Ultérieurement, on lui a adossé au nord-est un clocher (XVIe – XVIIIe siècle) et une chapelle latérale (XVIIIe siècle). Une pierre sculptée représentant un christ en croix sur un fronton est incrusté dans la face nord de la tour. 
Dans le cimetière de la chapelle, au sud, se trouve un calvaire monté sur une colonne ronde datant du XVIe siècle. Il est inscrit en 1928.

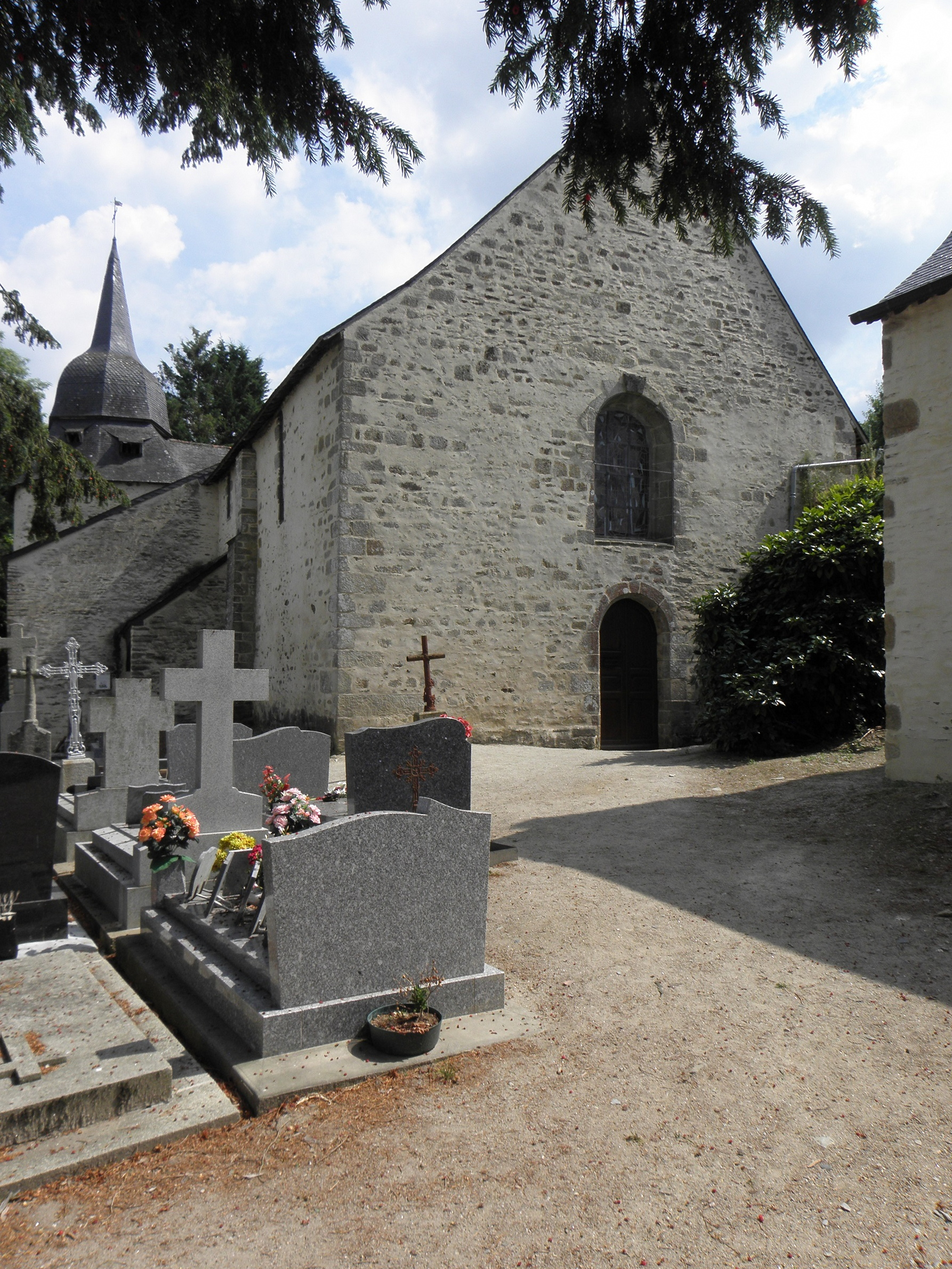
Façade occidentale et flanc nord.
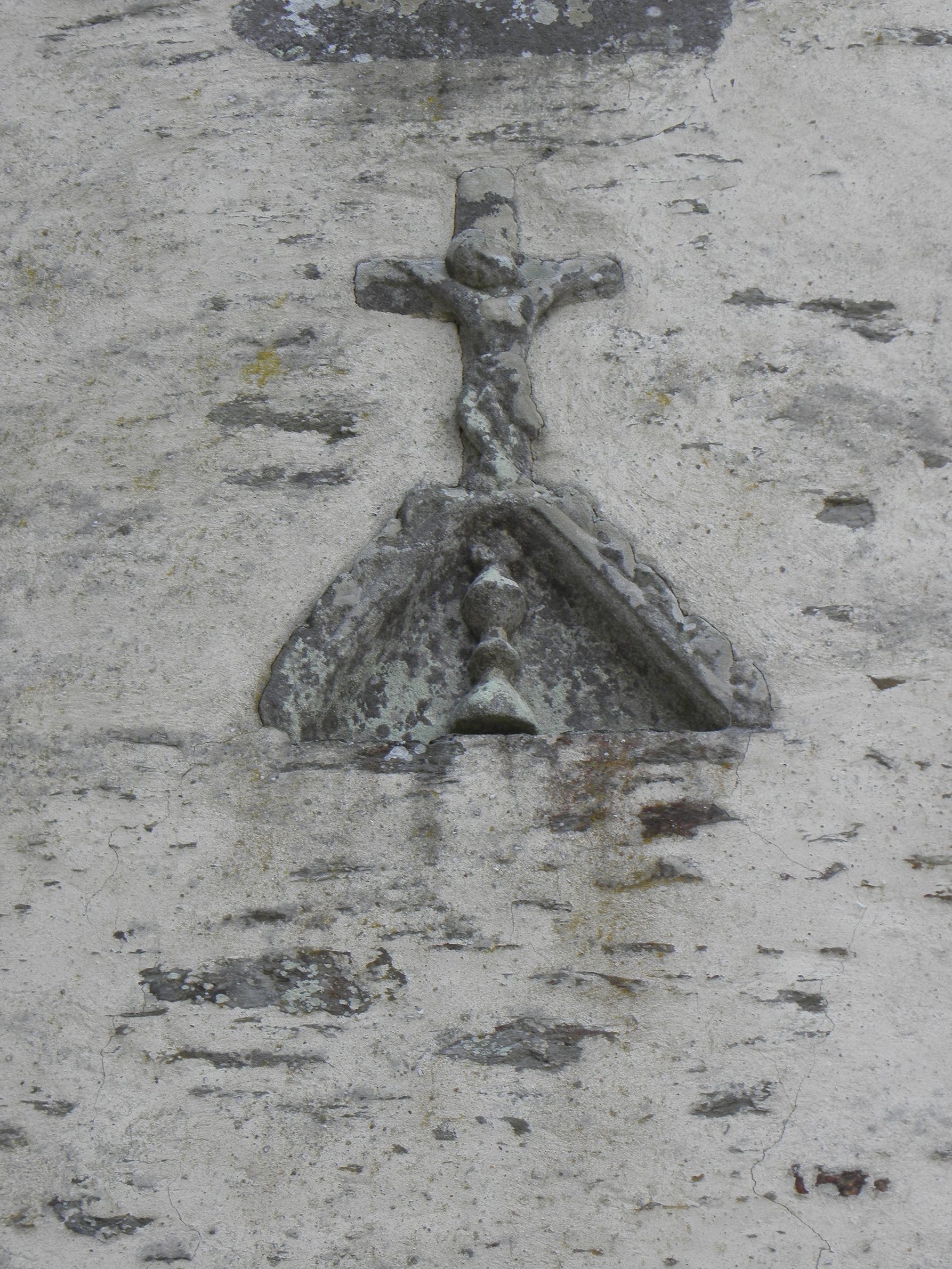
Bas-relief sur la face nord de la tour.
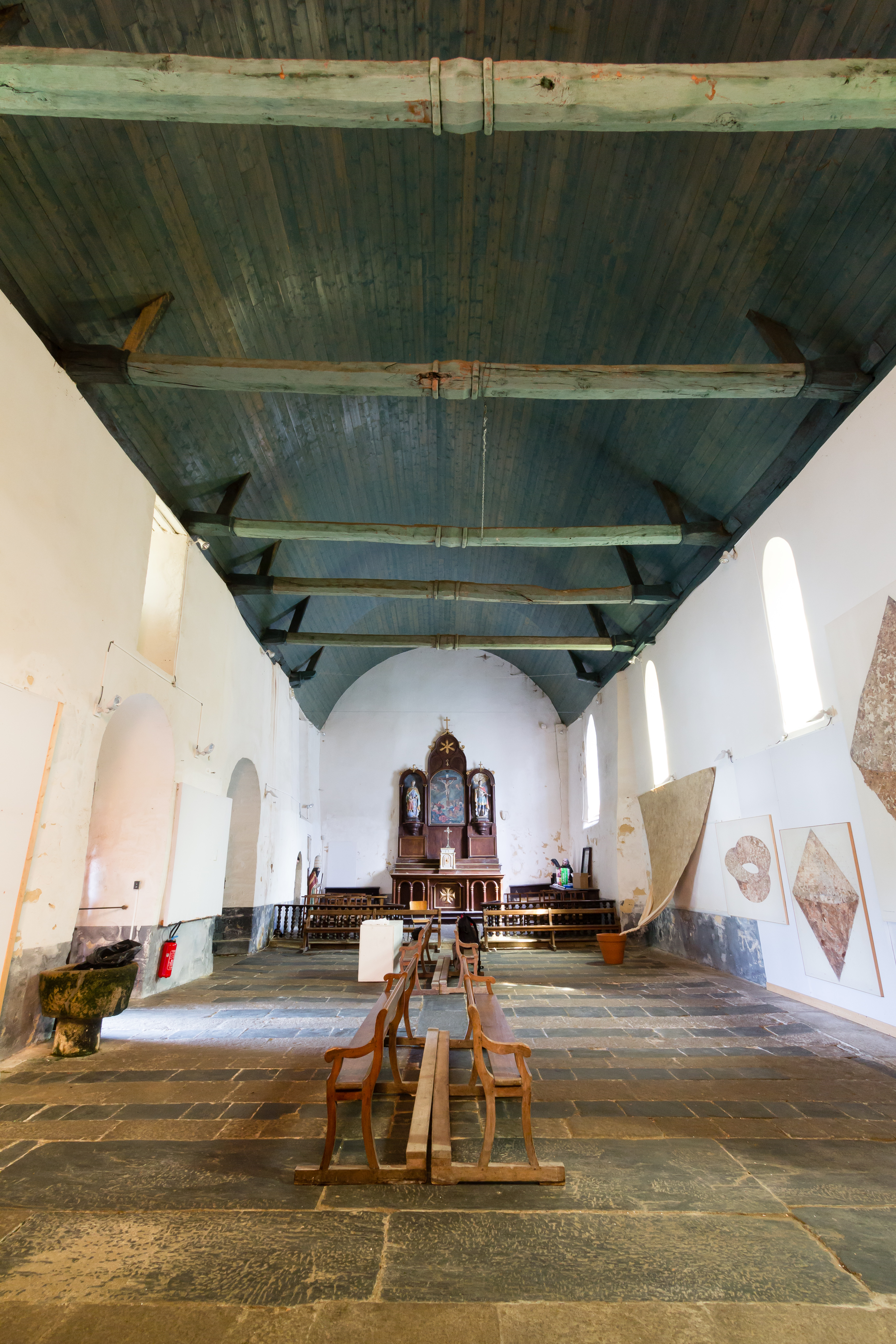
Nef de la chapelle.
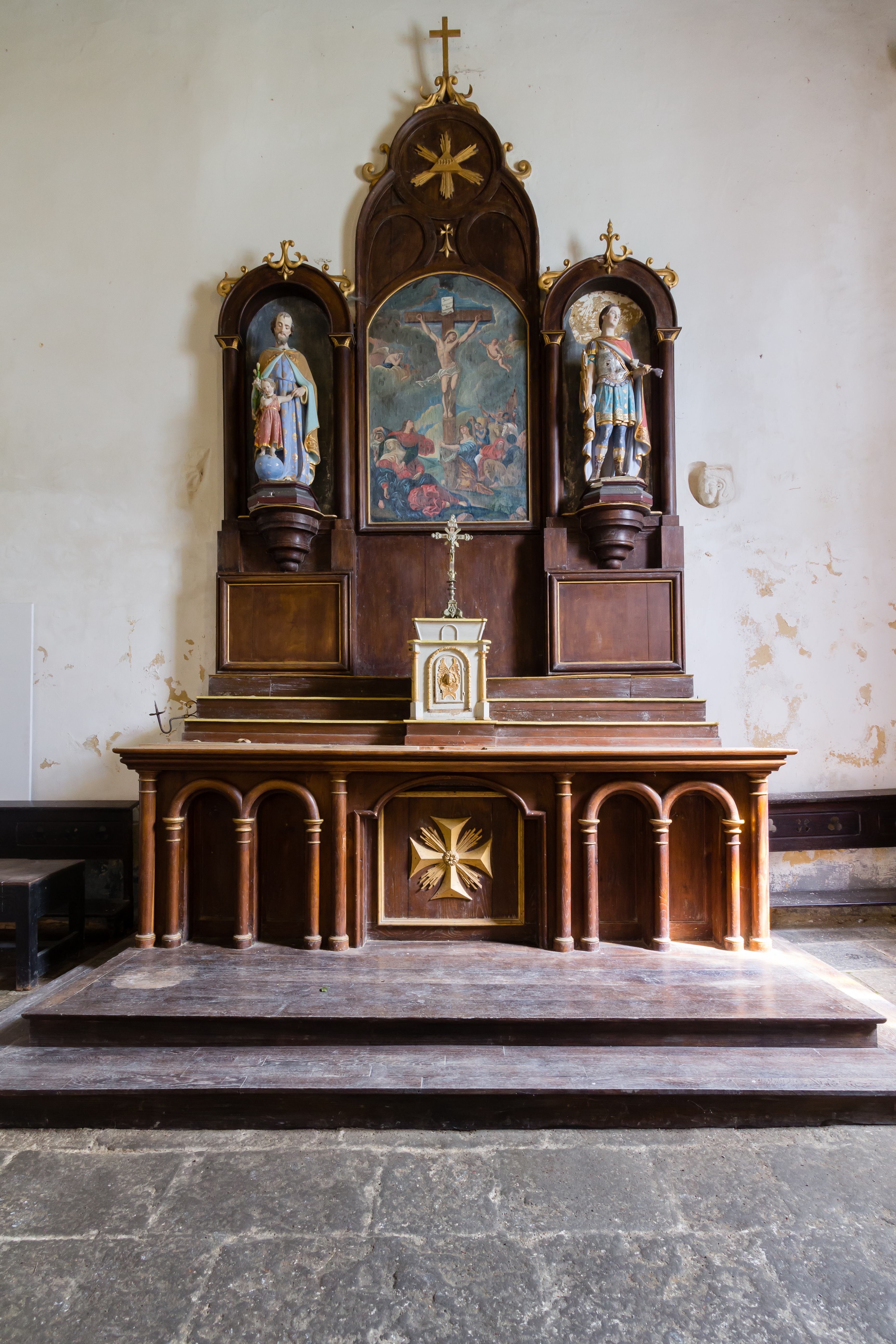
Maître-autel.
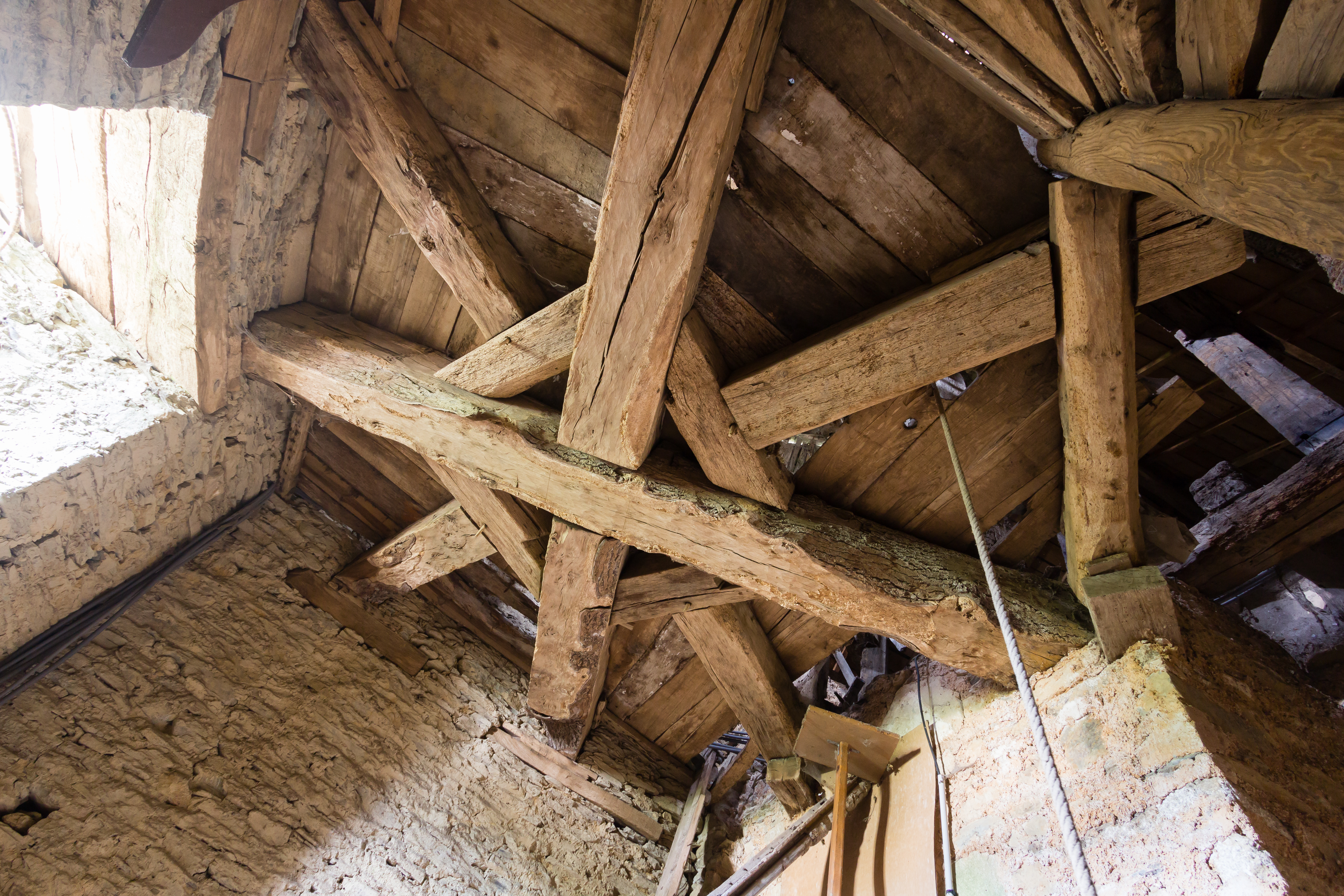
Charpente de la tour.
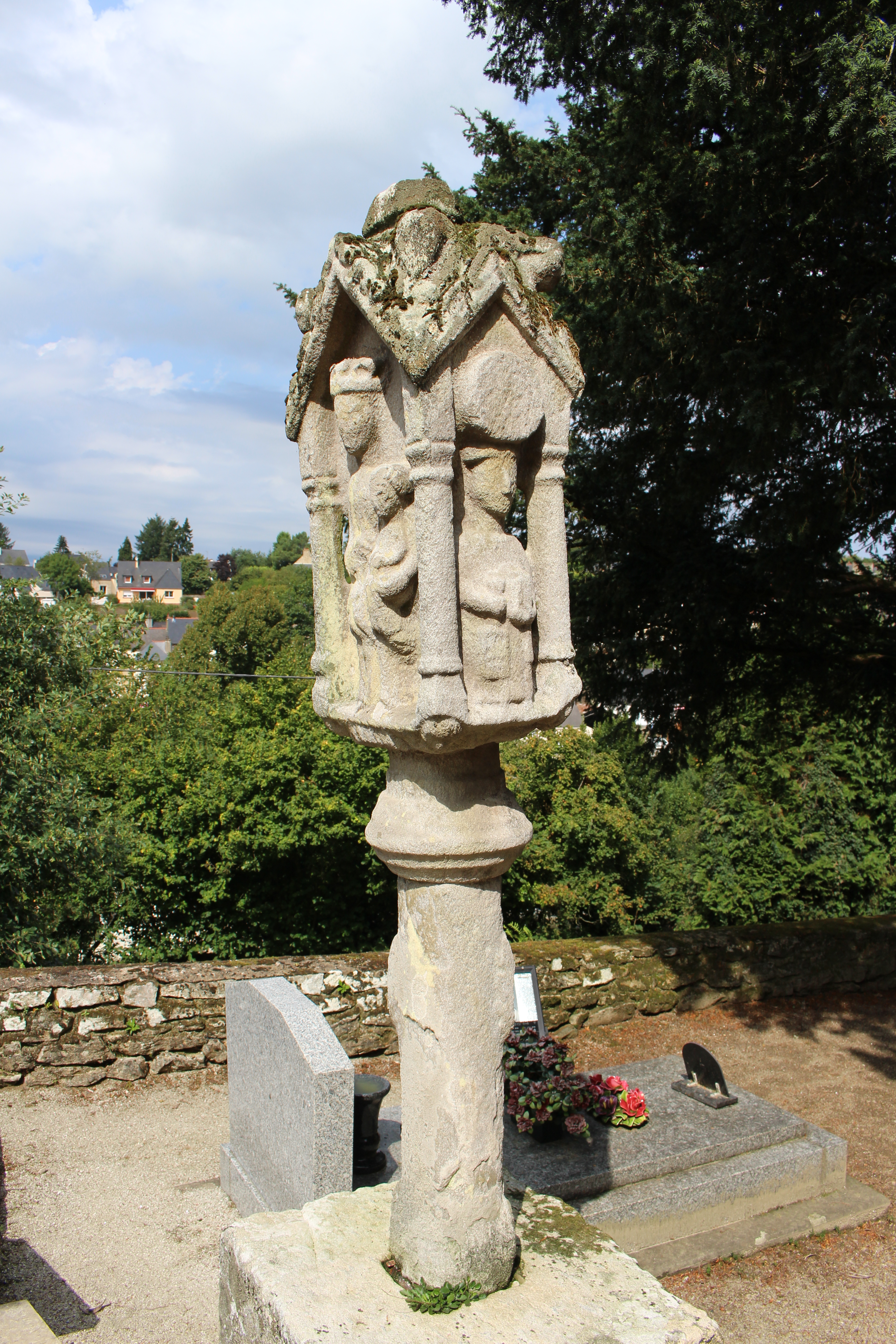
Calvaire du XVIe siècle